# Gertrude di Sulzbach
Gertrude di Sulzbach (1110 circa – Abbazia di Hersfeld, 14 aprile 1146) fu regina consorte dei Romani dal 1138 alla morte.

## La famiglia
Gertrude di Sulzbach nacque da Berengario II di Sulzbach e dalla sua seconda moglie Adelaide di Wolfratshausen († gennaio 1126). La famiglia paterna di Gertrude era di origine bavarese. Sua nonna paterna era figlia del conte palatino Cuno I di Rott, fondatore dell'omonima abbazia benedettina; alcune teorie vogliono che una delle trisnonne di Gertrude fosse imparentata con la stirpe bavarese degli Andechs, ma le fonti primarie non lo confermano. La sua nonna paterna Irmgard fondò un capitolo dell'Ordine di Sant'Agostino presso la prepositura di Berchtesgaden; si sa che ella si sposò due volte, ma l'identità del secondo marito è incerta.
Suo nonno paterno Gebeardo II di Sulzabach fu, molto probabilmente, il primo a usare il titolo comitale e la sua ascendenza è incerta, il 28 novembre 1043 Enrico III il Nero gli donò delle terre e nel documento viene menzionata sua madre con il nome di Adalheit. Alcuni genealogisti la identificano con Adelaide di Susa e Gebeardo sarebbe quindi nato dal suo primo matrimonio con Ermanno IV, duca di Svevia (1015 circa-1038), i tempi piuttosto stretti a che Gebeardo fosse, verso il 1080, nell'età d'avere dei nipoti rendono la teoria non condivisa universalmente. Vi sono anche altre teorie che vogliono che le terre di Sulzbach siano entrate nella famiglia grazie al matrimonio di Gebeardo la cui moglie le avrebbe portate in dote. La madre di Gertrude, Adelaide di Wolfratshausen, appare in diversi documenti, oltre a Gertrude ella ebbe con il marito un'altra figlia che fece un matrimonio importante, Berta di Sulzbach che andò in moglie a Manuele I Comneno.
Più o meno nel periodo in cui nacque Gertrude suo padre presenziò all'incoronazione di Enrico V di Franconia, ultimo esponente della dinastia salica, nel 1120 fece una donazione al principato vescovile di Bamberga ed è considerato fra i fondatori di due abbazie, quella di Kastl e quella di Baumburg. Il 23 dicembre 1122 fu fra i nobili che firmarono il concordato di Worms fra Enrico V e papa Callisto II. Nell'agosto del 1125 lo si trova menzionato nei documenti di Lotario II di Supplimburgo, e la sua morte è registrata qualche mese dopo.

## Il matrimonio
Gertrude nel 1136 sposò Corrado III di Svevia, figlio di Federico I di Svevia e nello stesso anno delle nozze suo fratello Federico II succedette al padre. Una decina di anni prima, nel 1127, Corrado si era posto come anti-re per essere eletto imperatore dei Romani, ma dovette assistere invece all'incoronazione del rivale Lotario II che avvenne poi nel 1133. Solo due anni dopo si sottomise, accettò di partecipare alle sue campagne nel Regnum Italicum e sposò Gertrude.
L'unione della casa di Hohenstaufen e quella di Sulzbach fu vantaggiosa soprattutto per la prima: quando nel 1188 il fratello di Gertrude morì senza eredi l'unico erede rimasto era Federico Barbarossa, nipote di Gertrude per via matrimoniale.
Lotario morì nel 1137, e il 7 marzo dell'anno seguente Corrado divenne infine re dei Romani anche se dovette guardarsi da Enrico X di Baviera e dai suoi figli Enrico il Leone e Guelfo I di Toscana, della famiglia Welfen. Per assicurare la propria posizione Corrado fece in modo che il figlio allora decenne, Enrico Berengario Hohenstaufen, fosse eletto dai principi in una dieta che si tenne a Ratisbona nel 1147.
Gertrude morì l'anno prima, il 14 aprile, presso l'abbazia di Hersfeld in seguito a una malattia contratta dopo la nascita del secondogenito, e venne sepolta presso l'abbazia cistercense di Ebrach.
Dal suo matrimonio con Corrado nacquero:
- Enrico Berengario Hohenstaufen;
- Federico IV di Svevia.

## Ascendenza
|                                           |                              |                                           | Genitori                                      |  |  | Nonni |  |  | Bisnonni                      |  |  | Trisnonni |  |
|                                           |                              |                                           |                                               |  |  |       |  |  | Gebeardo I, conte di Sulzbach |  |  | …         |  |
|                                           |                              |                                           |                                               |  |  |       |  |  | Gebeardo I, conte di Sulzbach |  |  | …         |  |
|                                           |                              | …                                         |                                               |  |  |       |  |  | Gebeardo I, conte di Sulzbach |  |  |           |  |
| Gebeardo II, conte di Sulzbach            |                              |                                           |                                               |  |  |       |  |  | Gebeardo I, conte di Sulzbach |  |  |           |  |
|                                           |                              | Adelaide di Nordgau                       | …                                             |  |  |       |  |  |                               |  |  |           |  |
|                                           |                              | Adelaide di Nordgau                       | …                                             |  |  |       |  |  |                               |  |  |           |  |
|                                           |                              | Adelaide di Nordgau                       | …                                             |  |  |       |  |  |                               |  |  |           |  |
| Berengario II, conte di Sulzbach          |                              | Adelaide di Nordgau                       |                                               |  |  |       |  |  |                               |  |  |           |  |
|                                           |                              | Cuno I di Rott, conte palatino di Baviera | Poppone II di Rott, conte palatino di Baviera |  |  |       |  |  |                               |  |  |           |  |
|                                           |                              | Cuno I di Rott, conte palatino di Baviera | Poppone II di Rott, conte palatino di Baviera |  |  |       |  |  |                               |  |  |           |  |
|                                           |                              | Cuno I di Rott, conte palatino di Baviera | Hazaga di Carinzia                            |  |  |       |  |  |                               |  |  |           |  |
| Ermengarda di Rott                        |                              | Cuno I di Rott, conte palatino di Baviera |                                               |  |  |       |  |  |                               |  |  |           |  |
|                                           |                              | Uta di Diessen                            | Federico II, conte di Diessen                 |  |  |       |  |  |                               |  |  |           |  |
|                                           |                              | Uta di Diessen                            | Federico II, conte di Diessen                 |  |  |       |  |  |                               |  |  |           |  |
|                                           |                              | Uta di Diessen                            | Hadamut di Eppenstein                         |  |  |       |  |  |                               |  |  |           |  |
| Gertrude di Sulzbach                      |                              | Uta di Diessen                            |                                               |  |  |       |  |  |                               |  |  |           |  |
|                                           | Bertoldo II, conte di Dießen | Federico I, conte di Dießen               |                                               |  |  |       |  |  |                               |  |  |           |  |
|                                           | Bertoldo II, conte di Dießen | Federico I, conte di Dießen               |                                               |  |  |       |  |  |                               |  |  |           |  |
|                                           | Bertoldo II, conte di Dießen | Emma di Jöningen                          |                                               |  |  |       |  |  |                               |  |  |           |  |
| Ottone II, conte di Dießen-Wolfratshausen | Bertoldo II, conte di Dießen |                                           |                                               |  |  |       |  |  |                               |  |  |           |  |
|                                           |                              | N. di Hohenwart                           | Corrado, conte di Hohenwarth                  |  |  |       |  |  |                               |  |  |           |  |
|                                           |                              | N. di Hohenwart                           | Corrado, conte di Hohenwarth                  |  |  |       |  |  |                               |  |  |           |  |
|                                           |                              | N. di Hohenwart                           | …                                             |  |  |       |  |  |                               |  |  |           |  |
| Adelaide di Dießen-Wolfratshausen         |                              | N. di Hohenwart                           |                                               |  |  |       |  |  |                               |  |  |           |  |
|                                           |                              | Ernesto di Babenberg, margravio d'Austria | Adalberto di Babenberg, margravio d'Austria   |  |  |       |  |  |                               |  |  |           |  |
|                                           |                              | Ernesto di Babenberg, margravio d'Austria | Adalberto di Babenberg, margravio d'Austria   |  |  |       |  |  |                               |  |  |           |  |
|                                           |                              | Ernesto di Babenberg, margravio d'Austria | Frozza Orseolo                                |  |  |       |  |  |                               |  |  |           |  |
| Giustizia di Babenberg                    |                              | Ernesto di Babenberg, margravio d'Austria |                                               |  |  |       |  |  |                               |  |  |           |  |
|                                           |                              | Adelaide di Lusazia                       | Dedi I, margravio di Lusazia                  |  |  |       |  |  |                               |  |  |           |  |
|                                           |                              | Adelaide di Lusazia                       | Dedi I, margravio di Lusazia                  |  |  |       |  |  |                               |  |  |           |  |
|                                           |                              | Adelaide di Lusazia                       | Oda della marca orientale sassone             |  |  |       |  |  |                               |  |  |           |  |
|                                           |                              | Adelaide di Lusazia                       |                                               |  |  |       |  |  |                               |  |  |           |  |